# Ottinger Ochsenmoor
Das Ottinger Ochsenmoor ist ein Naturschutzgebiet in der niedersächsischen Stadt Visselhövede im Landkreis Rotenburg (Wümme) und der Stadt Walsrode im Landkreis Heidekreis.

## Allgemeines
Das Naturschutzgebiet mit dem Kennzeichen NSG LU 253 ist 275 Hektar groß. Davon entfallen 172,2 Hektar auf den Landkreis Rotenburg (Wümme) und 102,8 Hektar auf den Landkreis Heidekreis. Das Gebiet steht seit dem 16. Mai 2003 unter Naturschutz. Zuständige untere Naturschutzbehörde sind die Landkreise Rotenburg (Wümme) und Heidekreis.

## Beschreibung
Das Naturschutzgebiet liegt südlichöstlich von Visselhövede. Es handelt sich um ein unterschiedlich stark entwässertes Hochmoorgebiet mit diversen Torfstichfeldern, die sich teilweise durch Wiedervernässung großflächig regenerien. Der größte Teil des Schutzgebietes wird von Bruch- und Moorwald geprägt, daneben finden sich auch Forstflächen, an deren Rändern sich teilweise Wildäcker befinden. In den Torfstichen sind Wollgras, Torfmoos und Schwingrasen zu finden.
Entwässert wird das Gebiet in Richtung Westen u. a. über Lehrde und Fahlbeeke und in Richtung Osten zur Warnau.